# Калиано (Пиемонт)
Вижте пояснителната страница за други значения на Калиано.
Калиа̀но (на италиански: Calliano; на пиемонтски: Calian, Калиан) е село и община в Северна Италия, провинция Асти, регион Пиемонт. Разположено е на 258 m надморска височина. Населението на общината е 1325 души (към 2015 г.).